# Polypedilum japonicum
Polypedilum japonicum är en tvåvingeart som först beskrevs av Tokunaga 1938.  Polypedilum japonicum ingår i släktet Polypedilum och familjen fjädermyggor. Inga underarter finns listade i Catalogue of Life.